# Leucosyrinx exulans
Leucosyrinx exulans é uma espécie de gastrópode do gênero Leucosyrinx, pertencente a família Pseudomelatomidae.